# Elitserien (Eishockey) 2001/02
Die Elitserien-Saison 2001/02 war die 27. Spielzeit der schwedischen Elitserien. Die Vorrunde wurde vom 18. September 2001 bis 5. März 2002 ausgespielt, die Play-offs begannen am 8. März und endeten mit dem letzten Finalspiel am 6. April. Schwedischer Meister 2001/02 wurde Färjestad BK, während in der Kvalserien, einer Relegationsrunde zwischen den besten vier Teams der zweitklassigen HockeyAllsvenskan und den beiden Letztplatzierten der Elitserien, Timrå IK und Leksands IF die ersten beiden Plätze belegten. Diese beiden Klubs durften somit auch in der folgenden Saison in der höchsten Liga spielen, der Vorletzte der Elitserien 2001/02, AIK Ishockey stieg hingegen in die Allsvenskan ab.

## Reguläre Saison

### Modus
Die zwölf Mannschaften der Elitserien spielten zunächst in 50 Saisonspielen gegeneinander. Die Vereine waren während der Vorrunde in drei regionale Gruppen eingeteilt, wobei die Teams aus den jeweiligen „Derbygruppen“ mehr Spiele gegeneinander bestritten als gegen Mannschaften aus den anderen Gruppen. Die ersten acht Teams der Vorrunde traten in den Play-offs gegeneinander an, für die Mannschaften auf den Plätzen 9 und 10 war die Saison beendet, die beiden Letztplatzierten mussten in der Kvalserien antreten.
Ein Sieg in der regulären Spielzeit brachte einer Mannschaft drei Punkte. Bei Torgleichheit nach der regulären Spielzeit wurde eine Verlängerung ausgetragen, in der der Sieger zwei Punkte, der Verlierer hingegen einen Punkt erhielt. Stand es auch nach der Verlängerung Unentschieden, wurde ein Penaltyschießen mit derselben Punktevergabe wie in der Verlängerung ausgetragen.

### Abschlusstabelle
|     | Klub               | Sp | S  | OTS | SOS | SON | OTN | N  | Tore    | Punkte |
| --- | ------------------ | -- | -- | --- | --- | --- | --- | -- | ------- | ------ |
| 1.  | Färjestad BK       | 50 | 33 | 4   | 5   | 1   | 0   | 7  | 182:100 | 118    |
| 2.  | MODO Hockey        | 50 | 25 | 3   | 4   | 3   | 1   | 14 | 172:136 | 93     |
| 3.  | Djurgårdens IF     | 50 | 27 | 0   | 2   | 5   | 1   | 15 | 151:130 | 91     |
| 4.  | HV71               | 50 | 24 | 2   | 2   | 4   | 4   | 14 | 156:140 | 88     |
| 5.  | Västra Frölunda HC | 50 | 23 | 1   | 3   | 2   | 2   | 19 | 181:150 | 81     |
| 6.  | MIF Redhawks       | 50 | 19 | 1   | 6   | 2   | 1   | 21 | 138:143 | 74     |
| 7.  | Luleå HF           | 50 | 15 | 1   | 9   | 3   | 1   | 21 | 140:146 | 69     |
| 8.  | Brynäs IF          | 50 | 19 | 1   | 2   | 3   | 1   | 24 | 143:164 | 67     |
| 9.  | Södertälje SK      | 50 | 13 | 3   | 2   | 10  | 2   | 20 | 120:144 | 61     |
| 10. | Linköpings HC      | 50 | 14 | 2   | 3   | 5   | 1   | 25 | 132:153 | 58     |
| 11. | AIK Ishockey       | 50 | 15 | 0   | 2   | 0   | 5   | 28 | 115:165 | 54     |
| 12. | Timrå IK           | 50 | 10 | 1   | 4   | 6   | 0   | 29 | 099:158 | 46     |

Sp = Spiele, S = Siege, OTS = Overtime-Siege, SOS = Penalty-Siege, SON = Penalty-Niederlagen, OTN = Overtime-Niederlage, N = Niederlagen

### Topscorer
Abkürzungen: T = Tore, A = Assists, P = Punkte, Sp = Spiele
|     | Spieler          | Team       | Sp | T  | A  | P  |
| --- | ---------------- | ---------- | -- | -- | -- | -- |
| 1.  | Ulf Söderström   | Färjestad  | 49 | 16 | 34 | 50 |
| 2.  | Peter Högardh    | MODO       | 47 | 22 | 25 | 47 |
| 3.  | Niklas Andersson | Frölunda   | 41 | 14 | 32 | 46 |
| 4.  | Jonas Johnson    | Frölunda   | 50 | 14 | 31 | 45 |
| 5.  | Larsson Peter    | Södertälje | 50 | 19 | 25 | 44 |
|     | Stefan Nilsson   | Luleå      | 50 | 8  | 36 | 44 |
| 7.  | Rickard Wallin   | Färjestad  | 50 | 12 | 31 | 43 |
|     | Mikael Wahlberg  | MODO       | 44 | 9  | 34 | 43 |
| 9.  | Jan Larsson      | Brynäs     | 46 | 15 | 27 | 42 |
| 10. | Johan Davidsson  | HV71       | 50 | 13 | 27 | 40 |

## Play-offs
Das Playoff-Viertelfinale wurden im Modus „Best-of-Seven“ ausgetragen, ab dem Halbfinale wurde im Modus „Best-of-Five“ gespielt.

### Turnierbaum
| Viertelfinale | Viertelfinale      | Viertelfinale      |    |                | Halbfinale | Halbfinale | Halbfinale |  |  | Finale | Finale | Finale |
|               |                    |                    |    |                |            |            |            |  |  |        |        |        |
| 1.            | Färjestad BK       | 4                  |    |                |            |            |            |  |  |        |        |        |
| 8.            | Brynäs IF          | 0                  |    |                |            |            |            |  |  |        |        |        |
| 8.            | Brynäs IF          | 0                  | 1. | Färjestad BK   | 3          |            |            |  |  |        |        |        |
|               |                    |                    | 1. | Färjestad BK   | 3          |            |            |  |  |        |        |        |
|               | 4.                 | HV71               | 0  |                |            |            |            |  |  |        |        |        |
| 4.            | 4.                 | HV71               | 0  | HV71           | 4          |            |            |  |  |        |        |        |
| 4.            |                    |                    |    | HV71           | 4          |            |            |  |  |        |        |        |
| 6.            | MIF Redhawks       | 1                  |    |                |            |            |            |  |  |        |        |        |
| 6.            | MIF Redhawks       | 1                  | 1. | Färjestad BK   | 3          |            |            |  |  |        |        |        |
|               |                    |                    |    | Färjestad BK   | 3          |            |            |  |  |        |        |        |
|               | 2.                 | MoDo Hockey        | 0  |                |            |            |            |  |  |        |        |        |
| 2.            | 2.                 | MoDo Hockey        | 0  | MoDo Hockey    | 4          |            |            |  |  |        |        |        |
| 2.            |                    |                    |    | MoDo Hockey    | 4          |            |            |  |  |        |        |        |
| 7.            | Luleå HF           | 0                  |    |                |            |            |            |  |  |        |        |        |
| 7.            | Luleå HF           | 0                  | 2. | MoDo Hockey    | 3          |            |            |  |  |        |        |        |
|               |                    |                    | 2. | MoDo Hockey    | 3          |            |            |  |  |        |        |        |
|               | 5.                 | Västra Frölunda HC | 2  |                |            |            |            |  |  |        |        |        |
| 3.            | 5.                 | Västra Frölunda HC | 2  | Djurgårdens IF | 1          |            |            |  |  |        |        |        |
| 3.            |                    |                    |    | Djurgårdens IF | 1          |            |            |  |  |        |        |        |
| 5.            | Västra Frölunda HC | 4                  |    |                |            |            |            |  |  |        |        |        |

### Viertelfinale
| Färjestad BK – Brynäs IF                | Färjestad BK – Brynäs IF | Färjestad BK – Brynäs IF | Färjestad BK – Brynäs IF |
| --------------------------------------- | ------------------------ | ------------------------ | ------------------------ |
| 8. März                                 | Brynäs IF                | Färjestad BK             | 4–5                      |
| 10. März                                | Färjestad BK             | Brynäs IF                | 7–3                      |
| 12. März                                | Brynäs IF                | Färjestad BK             | 1–2 n. V.                |
| 14. März                                | Färjestad BK             | Brynäs IF                | 7–2                      |
| Färjestad BK gewinnt die Runde mit 4:0. |                          |                          |                          |

| MoDo Hockey – Luleå HF                 | MoDo Hockey – Luleå HF | MoDo Hockey – Luleå HF | MoDo Hockey – Luleå HF |
| -------------------------------------- | ---------------------- | ---------------------- | ---------------------- |
| 8. März                                | Luleå HF               | MoDo Hockey            | 3–2                    |
| 10. März                               | MoDo Hockey            | Luleå HF               | 3–2                    |
| 12. März                               | Luleå HF               | MoDo Hockey            | 2–1 n. V.              |
| 14. März                               | MoDo Hockey            | Luleå HF               | 4–0                    |
| 16. März                               | MoDo Hockey            | Luleå HF               | 5–4 n. V.              |
| 18. März                               | Luleå HF               | MoDo Hockey            | 4–9                    |
| MoDo Hockey gewinnt die Runde mit 4:2. |                        |                        |                        |

| Djurgårdens IF – Västra Frölunda HC           | Djurgårdens IF – Västra Frölunda HC | Djurgårdens IF – Västra Frölunda HC | Djurgårdens IF – Västra Frölunda HC |
| --------------------------------------------- | ----------------------------------- | ----------------------------------- | ----------------------------------- |
| 8. März                                       | Västra Frölunda HC                  | Djurgårdens IF                      | 3–0                                 |
| 10. März                                      | Djurgårdens IF                      | Västra Frölunda HC                  | 1–2 n. V.                           |
| 12. März                                      | Västra Frölunda HC                  | Djurgårdens IF                      | 1–2 n. V.                           |
| 14. März                                      | Västra Frölunda HC                  | Djurgårdens IF                      | 3–0                                 |
| 16. März                                      | Djurgårdens IF                      | Västra Frölunda HC                  | 0–4                                 |
| Västra Frölunda HC gewinnt die Runde mit 4:1. |                                     |                                     |                                     |

| HV71 – MIF Redhawks             | HV71 – MIF Redhawks | HV71 – MIF Redhawks | HV71 – MIF Redhawks |
| ------------------------------- | ------------------- | ------------------- | ------------------- |
| 1. März                         | MIF Redhawks        | HV71                | 5–3                 |
| 3. März                         | HV71                | MIF Redhawks        | 4–1                 |
| 5. März                         | MIF Redhawks        | HV71                | 2–4                 |
| 7. März                         | HV71                | MIF Redhawks        | 4–2                 |
| 9. März                         | HV71                | MIF Redhawks        | 4–2                 |
| HV71 gewinnt die Runde mit 4:1. |                     |                     |                     |

### Halbfinale
| Färjestad BK – HV 71                    | Färjestad BK – HV 71 | Färjestad BK – HV 71 | Färjestad BK – HV 71 |
| --------------------------------------- | -------------------- | -------------------- | -------------------- |
| 22. März                                | HV71                 | Färjestad BK         | 4–6                  |
| 24. März                                | Färjestad BK         | HV71                 | 3–4                  |
| 25. März                                | Färjestad BK         | HV71                 | 1–3                  |
| Färjestad BK gewinnt die Runde mit 3:0. |                      |                      |                      |

| MoDo Hockey – Västra Frölunda HC       | MoDo Hockey – Västra Frölunda HC | MoDo Hockey – Västra Frölunda HC | MoDo Hockey – Västra Frölunda HC |
| -------------------------------------- | -------------------------------- | -------------------------------- | -------------------------------- |
| 22. März                               | Västra Frölunda HC               | MoDo Hockey                      | 4–3 n. V.                        |
| 24. März                               | MoDo Hockey                      | Västra Frölunda HC               | 7–2                              |
| 25. März                               | MoDo Hockey                      | Västra Frölunda HC               | 5–2                              |
| 28. März                               | Västra Frölunda HC               | MoDo Hockey                      | 3–1                              |
| 31. März                               | MoDo Hockey                      | Västra Frölunda HC               | 4–3                              |
| MoDo Hockey gewinnt die Runde mit 3:2. |                                  |                                  |                                  |

### Finale
| Färjestad BK – MoDo Hockey                      | Färjestad BK – MoDo Hockey | Färjestad BK – MoDo Hockey | Färjestad BK – MoDo Hockey |
| ----------------------------------------------- | -------------------------- | -------------------------- | -------------------------- |
| 2. April                                        | MoDo Hockey                | Färjestad BK               | 2–3 n. V.                  |
| 4. April                                        | Färjestad BK               | MoDo Hockey                | 7–2                        |
| 6. April                                        | Färjestad BK               | MoDo Hockey                | 5–3                        |
| Färjestad BK gewinnt die Meisterschaft mit 3:0. |                            |                            |                            |

### Schwedischer Meister
| Schwedischer Meister Färjestad BK | Torhüter: Martin Gerber, Mikael Gerdén Verteidiger: Greger Artursson, Sergei Fokin, Jonas Frögren, Erik Kakko, Erik Lewerström, Per Lundell, Thomas Rhodin, Mats Trygg Angreifer: Pär Bäcker, Clas Eriksson, Peter Hammarström, Marko Jantunen, Marcel Jenni, Mathias Johansson, Jörgen Jönsson, Dieter Kalt, Peter Nordström, Ulf Söderström, Fredrik Sundin, Marius Trygg, Rickard Wallin Cheftrainer: Bengt-Åke Gustafsson |

## Auszeichnungen
- Guldhjälmen (Most Valuable Player) – Ulf Söderström, Färjestad BK
- Honkens trofé (bester Torhüter) – Stefan Liv, HV71
- Årets nykomling – Rolf Wanhainen, Södertälje SK
- Guldpipa (bester Schiedsrichter) – Ulf Rådbjer, Tumba